# Fausto (ópera)

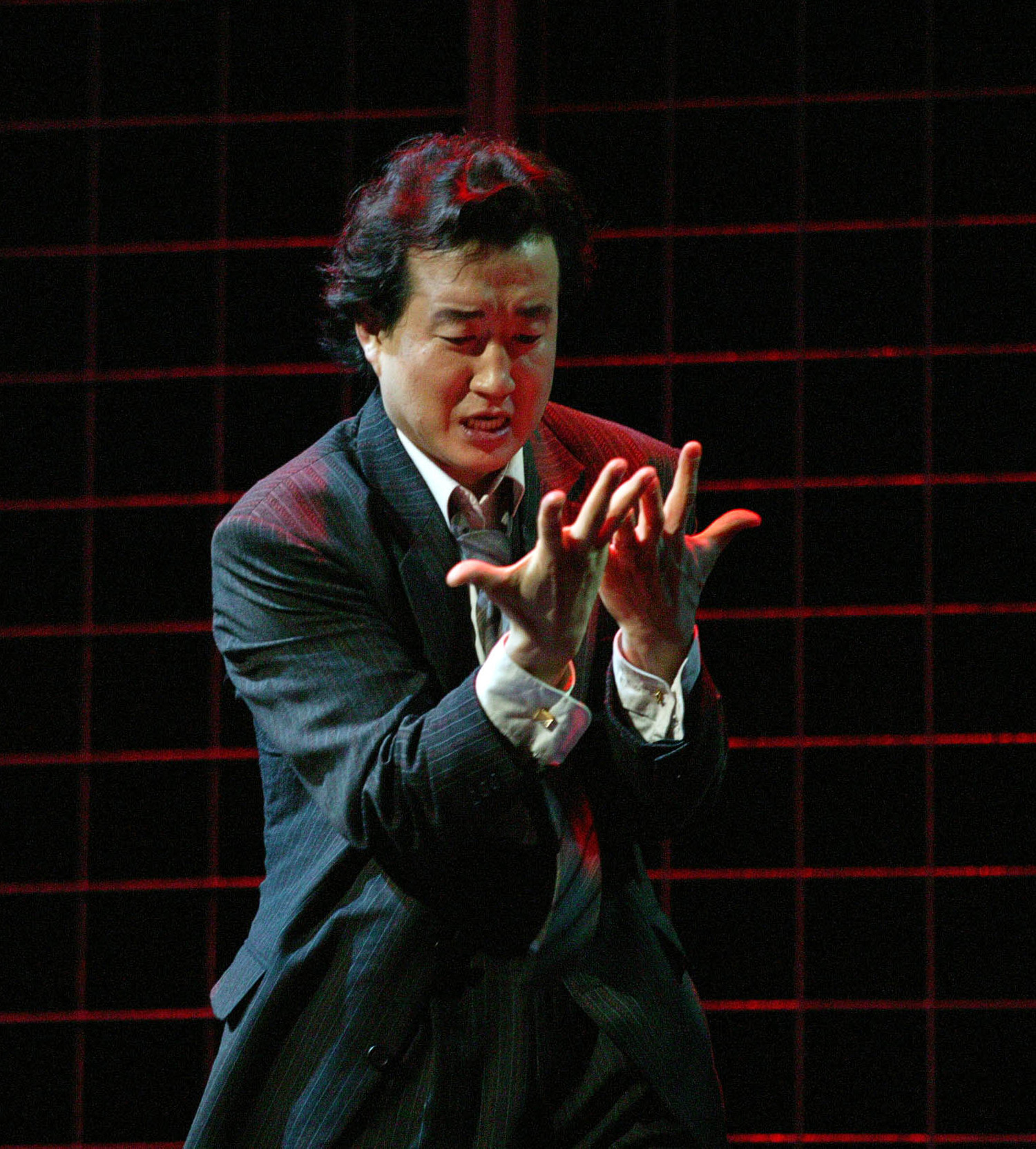
Jaewoo Kim no Faust de Gounod da The NBR New Zealand Opera, 2006.

Fausto (em alemão: Faust) é uma ópera em cinco actos de Charles Gounod, com libreto em francês de Jules Barbier e Michel Carré, elaborado a partir da peça de Carré, Faust et Marguerite, baseada no Faust de Goethe, Parte 1 (Faust, eine Tragödie; em português, 'Fausto, uma tragédia').
Estreou no Théâtre Lyrique (Boulevard du Temple) em Paris, no dia 19 de março de 1859.
| Papel             | Voz tipo                   | Intérpretes (Maestro: Adolphe Deloffre) |
| ----------------- | -------------------------- | --------------------------------------- |
| Doctor Faust      | tenor                      | Joseph-Théodore-Désiré Barbot           |
| Méphistophélès    | baixo                      | Émile Balanqué                          |
| Marguerite        | soprano                    | Marie Caroline Miolan-Carvalho          |
| Valentin          | barítono                   | Reynald                                 |
| Wagner            | barítono                   | M Cibot                                 |
| Siebel            | mezzo-soprano ou soprano   | Faivre                                  |
| Marthe Schwerlein | mezzo-soprano ou contralto | Duclos                                  |

## História da Performance

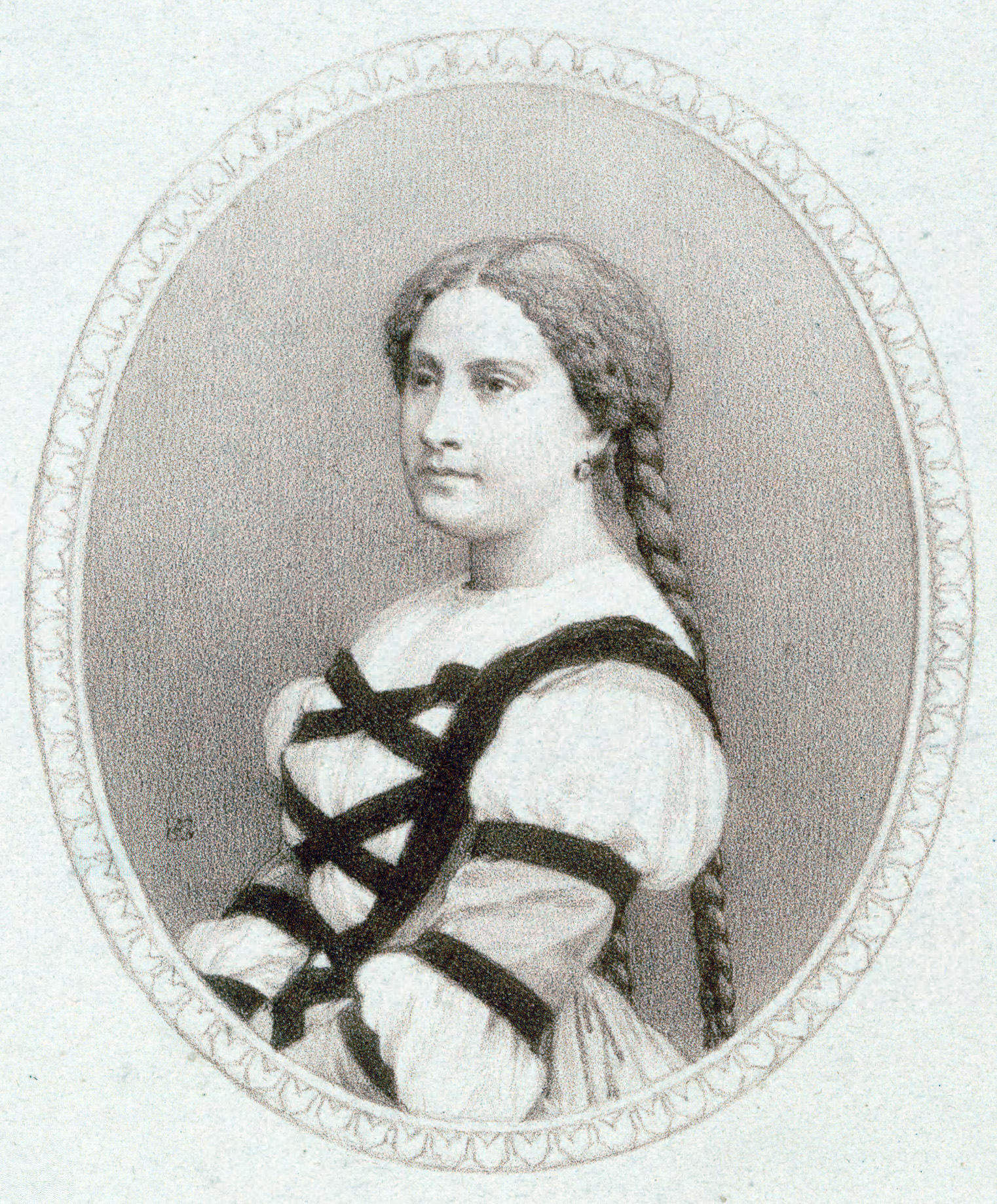
Caroline Carvalho como Margueurite

A versão original de Fausto empregou diálogos falados, e foi nessa forma que o trabalho foi primeiramente apresentado. O gerente do Théatre Lyrique, Léon Carvalho escalou sua esposa Marie Miolan-Carvalho como Marguerite e houve várias mudanças durante a produção, incluindo a remoção e contração de vários números. O tenor Hector Gruyer foi originalmente escalado como Fausto mas foi considerado inadequado durante os ensaios, sendo eventualmente substituído por Joseph-Théodore-Désiré Barbot, pouco antes da estreia.
Depois de uma estreia bem sucedida no Théâtre Lyrique o editor Antoine Choudens, que comprou os direitos autorais por 10.000 francos, levou o trabalho (agora com recitativos substituindo os diálogos falados) numa tour pela Alemanha, Bélgica, Itália e Inglaterra, com Marie Miolan-Carvalho repetindo seu papel.
Performances na Alemanha seguiram, com a Dresden Semperoper em 1861 sendo a primeira a creditar o trabalho como Margarethe ao invés de Fausto. Por muitos anos essa costumização – ou alternativo, apresentando a ópera como Gretchen – continuou na Alemanha. Algumas fontes dizem que isso foi em respeito pela primeira parte do poema de Goethe, que a ópera segue fielmente. Outros afirmam o contrario: que a renomeação foi feita para enfatizar a confiança  da ópera de Gounod nos personagens de Goethe, e para diferenciar da ópera Fausto de Spohr, que se apresentou durante muitos anos na Alemanha e tinha aparecido recentemente (1851) em uma revisão de três atos. Também é possível que a mudança de titulo em 1861 em Dresden tenha sido por respeito a proximidade e longa associação de Spohr com a cidade.
A ópera se apresentou pela primeira vez na Itália no La Scala em 1862 e na Inglaterra no Her Majesty’s Theatre, Londres (em italiano) em 1863. Em 1864, quando a ópera foi apresentada no mesmo palco em inglês, Gounod pegou um tema do prelúdio para a ópera e escreveu uma nova ária para o barítono Charles Santley no papel de Valentin, “Even bravest heart may swell” (com letras de Henry Chorley). Esse número foi traduzido para o francês para produções subsequentes como “Avant de quitter ces lieux” e se tornou uma das partes mais famosas da ópera.
Em 1869 um balé tinha que ser inserido (na primeira cena do último ato) antes que o trabalho pudesse ser apresentado na Ópera:  se tornando a ópera mais frequentemente apresentada naquela casa. Com as mudanças dos diálogos falados para recitativos cantados, mais as adições musicais e de balé, a ópera foi finalmente transformada em um trabalho seguindo as convenções de uma grande ópera.
Apesar de ainda ser frequentemente apresentada, já não está regularmente presente nas “top 20” encenadas.
Foi com Fausto que o Metropolitan Opera House em Nova York abriu pela primeira vez em 22 de Outubro de 1883. Foi a oitava ópera mais apresentada lá, com 753 performances na temporada de 2012-2013. Não foi antes de 1965 e 1977 que a versão completa foi apresentada (e então com pequenos cortes), e todas as performances nessa produção incluíam o balé Walpurgisnacht.

## Sinopse
- Primeiro Ato

No escritório do Fausto
Fausto, um velho estudioso, determina que seus estudos não levaram a nada e que só o fizeram desperdiçar  a vida e amores (Rien! Em vain j’interroge). Ele tenta se matar (duas vezes com veneno, mas para, cada vez que ouve um coro. Ele amaldiçoa a esperança e a fé, e pede por orientação infernal. Mefistófeles aparece (dueto: Me voici) e, com uma imagem tentadora de Marguerite na sua roda de fiar, convence Fausto a comprar seus serviços na terra em troca de Fausto no inferno. O cálice de veneno é magicamente transformado em elixir da juventude, fazendo o velho doutor se transformar em um cavalheiro jovem e bonito; os estranhos companheiros então partem para o mundo.
- Segundo Ato

Nos portões da cidade
Um coro de estudantes, soldados e aldeões cantam uma canção báquica (Vin ou Bière). Valentin, partindo para a guerra com seu amigo Wagner, confia o cuidado da sua irmã Marguerite para o seu  amigo jovem Siébel (O sainte médaille... Avant de quitter ces lieux). Mefistófeles aparece, providencia vinho para a multidão, e canta uma empolgante, irreverente canção sobre o Bezerro Dourado (Le veau d’or). Mefistófeles amaldiçoa Marguerite, e Valentin tenta destruí-lo com sua espada, que se quebra no ar. Valentin e seus amigos usam os punhos em forma de cruz das suas espadas para afastar o que eles agora sabem que é um poder infernal (coro: De l’enfer). Mefistófeles é acompanhado por Fausto e os aldeões em uma valsa (Ainsi que la brise légère). Marguerite aparece, e Fausto declara sua admiração, mas ela recusa o braço de Fausto por modéstia, qualidade que o faz amá-la ainda mais.
- Terceiro Ato

 O jardim de Marguerite 
O apaixonado Siébel deixa um bouquet para Marguerite (Faites-lui mes aveux). Fausto manda Mefistófeles em busca de um presente para Marguerite e canta a cavatina (Salut, demeure chaste et pure) idealizando Marguerite como criança pura da natureza. Mefistófeles traz uma caixa decorativa contendo joias requintadas e um espelho de mão e a deixa na porta de Marguerite, próxima às flores de Siébel. Marguerite entra, ponderando seu encontro com Fausto nos portões da cidade, e canta uma balada melancólica sobre o rei de Thule (Il était un roi de Thulé). Marthe, vizinho de Marguerite, vê as joias e diz que devem ser de um admirador. Marguerite experimenta as joias e é cativada pela forma como elas aumentam sua beleza, enquanto ela canta a famosa ária, a Canção das Joias (Ah! je ris de me voir si belle em ce miroir). Mefistófeles e Fausto juntam-se às mulheres no jardim e as fazem se apaixonar. Marguerite permite que Fausto a beije (Laisse-moi, laisse-moi contempler ton visage), mas depois pede que ele vá embora. Ela canta em sua janela para seu rápido retorno, e Fausto, ouvindo, retorna para ela. Sob o olhar atento e a risada malévola de Mefistófeles, está claro que a sedução de Marguerite por Fausto será bem sucedida.
- Quarto Ato

Quarto de Marguerite/ Uma praça pública/ Uma catedral
[Nota: as cenas dos quarto e quinto atos são às vezes apresentados em ordem distinta ou partes encurtadas ou cortadas na apresentação.]
Depois de engravidar e aparentemente ser abandonada por Fausto, Marguerite deu à luz e é uma pária social. Ela canta uma ària em sua roda de fiar (Il ne revient pas). Siébel está ao seu lado. A cena muda para a praça pública próxima à casa de Marguerite. A companhia de Valentin volta da guerra para uma marcha militar (Deposons les armes and Gloire immortelle de nos aïeux, o famoso “coral dos soldados”). Siébel pede que Valentin perdoe Marguerite. Valentin corre para o seu chalé. Fausto e Mefistófeles aparecem enquanto ele esta dentro, e Mefistófeles, sabendo que Marguerite não está sozinha, canta uma serenata burlesca zombeteira embaixo da janela de Marguerite (Vous qui faites l’endormie). Valentin morde a isca e sai do chalé, agora sabendo que Fausto debochou de sua irmã. Os dois homens lutam, mas Fausto reluta em ferir o irmão da mulher que ele adora. Mefistófeles bloqueia a espada de Valentin, permitindo que Fausto dê o golpe fatal. Em seu suspiro final Valentin culpa Marguerite por sua morte e condena-a ao inferno na frente das pessoas da cidade (Ecoute-moi bien Marguerite). Marguerite vai para a igreja e tenta rezar lá, mas é impedida, primeiro pelo sádico Mefistófeles e depois por um coro de demônios. Ela termina sua prece, mas desmaia quando é amaldiçoada novamente por Mefistófeles.
- Quinto Ato

As montanhas Harz em Walpurgis Night/ Uma caverna/ O interior de uma prisão
Mefistófeles e Fausto são cercados por bruxas (Un, deux et trois). Fausto é transportado para um caverna de rainhas e cortesãs, e Mefistófeles promete dar a Fausto o amor das maiores e mais belas mulheres da História. Um orgástico balé sugere que a orgia continua durante a noite. Quando a madrugada se aproxima, Fausto tem uma visão de Marguerite e a chama. Mefistófeles ajuda Fausto a entrar na prisão em que Marguerite é prisioneira por ter matado seu filho. Eles cantam um dueto de amor (Oui, c’est toi que j’aime). Mefistófeles afirma que apenas uma mão mortal pode liberar Marguerite de seu destino, e Fausto se oferece para resgatá-la do carrasco, mas ela prefere confiar seu destino a Deus e seus anjos (Anges purs, anges radieux). No final ela pergunta por que as mãos de Fausto estão cobertas de sangue, empurra-o para longe, e cai imóvel. Mefistófeles amaldiçoa, enquanto uma voz acima canta “Saubée!” (“Salva!”). Os sinos da Páscoa soam e um coro de anjos canta “Christ est ressuscité!” (“Cristo ressuscitou!”). As paredes da prisão se abrem, e a alma de Marguerite sobe para o céu. Fausto observa desesperado; ele cai de joelhos e reza. Mefistófeles é afastado pelo brilho da espada do arcanjo.